# Pháo đài Toruń
Pháo đài Toruń (Festung Thorn), được xây dựng từ năm 1872-1874, bởi quốc vương Phổ và nằm ở Thorn (Toruń, nay là Ba Lan), là một trong những pháo đài lớn nhất ở Trung và Đông Âu. Tổ hợp pháo đài - một chuỗi pháo đài bao quanh thành phố, cũng như nhiều công sự nhỏ hơn bổ sung cho nó - được dự định để bảo vệ biên giới phía đông của Phổ (với Đế quốc Nga). Mặc dù có nhiều kế hoạch và đầu tư, pháo đài đã không đóng một vai trò quan trọng trong Chiến tranh thế giới thứ nhất cũng như trong bất kỳ cuộc xung đột nào sau đó.

## Lịch sử

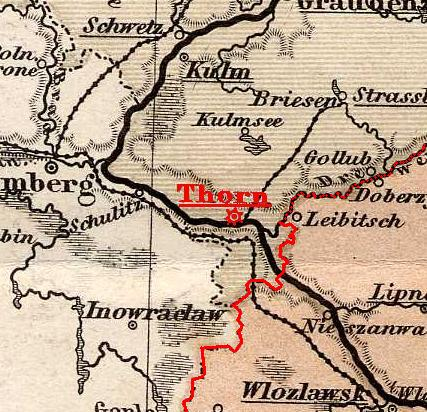
Thorn (được đánh dấu màu đỏ là Thorn) gần biên giới Đức / Phổ và Nga (cũng được đánh dấu màu đỏ).

Thorn là một thị trấn quan trọng nằm ở phía bắc biên giới giữa Phổ và Nga, chạy từ tây nam sang đông bắc, ở phía bắc dọc theo nhánh sông Drewenz (Drwęca) của sông Vistula chảy qua Thorn. Với những cải tiến về kỹ thuật pháo binh, bao gồm việc sử dụng súng trường và bột không khói), các bức tường thành thời trung cổ, có từ thế kỷ 13-15, và các pháo đài pháo đài từ thế kỷ 17, ngay cả khi được hiện đại hóa vào đầu thế kỷ 19, không còn có thể bảo vệ cho thị trấn được nữa.
Pháo đài được đặt mua bởi chính phủ Phổ; nó có giá hơn 60 triệu vàng Đức cho đến năm 1914.    Khoảng 30% cơ sở hạ tầng của Thorns có liên quan đến pháo đài và khoảng 25% dân số thành phố được thuê để làm việc cho pháo đài.    Mặc dù được đầu tư, nó không bao giờ bị bao vây bởi các lực lượng Nga và không tham gia vào Thế chiến thứ nhất. Sau chiến tranh, nó trở thành một phần của Cộng hòa Ba Lan thứ hai. Năm 1971, pháo đài được chính phủ Ba Lan chính thức tuyên bố là một tượng đài.
Trong Thế chiến thứ hai, một số pháo đài đã được người Đức sử dụng làm trại tù binh, chúng được gọi chung là Stalag XX-A.

## Khu phức hợp
Khu phức hợp Pháo đài Thorn hiện bao gồm 15 pháo đài (7 pháo binh và 8 bộ binh) cũng như nhiều công sự nhỏ hơn.